# Nemzeti Bajnokság I 1925-1926
L'edizione 1925-26 del Nemzeti Bajnokság I vide la vittoria finale del Ferencváros, che conquistò il suo nono titolo.
Capocannoniere del torneo fu József Takács del Vasas SC con 29 reti.
Il campionato era costituito da un girone per le squadre di Budapest, più altri sei campionati regionali. I sei vincitori regionali più il vincitore di Budapest si affrontavano per il titolo nazionale.

## Classifica (Budapest)
|    | Classifica        | G  | V  | N  | P  | GF | GS | Dif | Pt |
| -- | ----------------- | -- | -- | -- | -- | -- | -- | --- | -- |
| 1  | Ferencvárosi TC   | 22 | 14 | 5  | 3  | 58 | 24 | +34 | 33 |
| 2  | MTK (C)           | 22 | 12 | 7  | 3  | 52 | 18 | +34 | 31 |
| 3  | Vasas SC          | 22 | 11 | 7  | 4  | 58 | 47 | +11 | 29 |
| 4  | Újpesti TE        | 22 | 11 | 5  | 6  | 48 | 29 | +19 | 27 |
| 5  | Nemzeti SC        | 22 | 6  | 12 | 4  | 27 | 27 | 0   | 24 |
| 6  | Kispest AC        | 22 | 8  | 5  | 9  | 47 | 51 | -4  | 21 |
| 7  | III. Kerületi TVE | 22 | 9  | 3  | 10 | 46 | 56 | -10 | 21 |
| 8  | 33 FC             | 22 | 5  | 8  | 9  | 25 | 33 | -8  | 18 |
| 9  | BEAC              | 22 | 5  | 7  | 10 | 31 | 39 | -8  | 17 |
| 10 | VAC               | 22 | 3  | 11 | 8  | 24 | 45 | -21 | 17 |
| 11 | Erzsébetfalva TC  | 22 | 4  | 7  | 11 | 23 | 44 | -21 | 15 |
| 12 | Törekvés SE       | 22 | 3  | 5  | 14 | 31 | 57 | -26 | 11 |

- (C) Campione nella stagione precedente

## Campionato ungherese
Quarti:
- Szegedi AK - Szombathelyi AK 2:1
- Nagykanizsai TE - Debreceni VSC 5:3
- Miskolci VSC - Szolnoki MÁV SE 5:3

Semifinali:
- Ferencváros - Szegedi AK 3:0
- Miskolci VSC - Nagykanizsai TE 6:2

Finale:
- FTC - Miskolci VSC 4:0

### Verdetti
- Ferencváros campione d'Ungheria 1925-26.
- BEAC, VAC, Erzsébetfalva TC, Törekvés SE retrocesse in Nemzeti Bajnokság II.